# Sol (film)
Pour les articles homonymes, voir Sol.
Pour plus de détails, voir Fiche technique et Distribution.
Sol est une comédie dramatique française réalisée par Jézabel Marquès sortie en 2020.  

## Synopsis
Sol est une danseuse de tango argentin qui a longtemps vécu à Buenos Aires. Derrière un caractère enjoué et fonceur, elle cache une lourde faille : elle souffre encore de la perte de son fils unique, Raphaël, avec qui elle avait coupé les ponts. De retour à Paris, elle n'a qu'une envie : rencontrer son petit-fils, Jo, né de l'union de Raphaël et d'Eva, sa belle-fille. Elle profite d'une annonce d'Eva, qui souhaite louer son studio, pour s'immiscer dans la vie de sa belle-fille et de son petit-fils, tout en gardant sa véritable identité secrète.

## Fiche technique
- Réalisation : Jézabel Marques
- Scénario : Jézabel Marques, Faïza Guène et Vincent Cappello
- Production déléguée : Dominique Farrugia, Oury Milshtein et Dominique Brunner
- Photographie : Vincent Gallot
- Décors : Etienne Méry
- Costumes : Bethsabée Dreyfus
- Son : Laurent Zeilig
- Société de production : Iliade & Films
- Coproductions : Canal+ et Ciné +
- SOFICA : Sofitvciné 6
- Société de distribution (France) : StudioCanal
- Pays d'origine :  France
- Langue originale : français
- Format : couleur
- Genre : comédie dramatique
- Durée : 98 minutes
- Date de sortie :
  - France, Suisse romande : 8 janvier 2020

## Distribution
- Chantal Lauby : Sol Cortis
- Camille Chamoux : Eva
- Giovanni Pucci : Jo
- Serge Bagdassarian : Jacques
- Yannick Renier : Romain
- Irina Ninova : Dora
- Dominique MacAvoy : Madame Verdier
- Jezabel Marques : Fred
- Julien Sibre : le plombier
- Marthe Drouin : la blanchisseuse